# Evermore Darkly...
Evermore Darkly... è il quinto EP del gruppo musicale britannico Cradle of Filth, pubblicato il 4 novembre 2011 dalla Peaceville Records.
Contiene materiale inerente all'ultimo album della band, Darkly, Darkly, Venus Aversa, si inaugura con due tracce inedite, tre brani in versione demo tratti sempre dall'ultimo album, una versione estesa della canzone Lilith Immaculate (di cui è stato realizzato anche un video), un remix del primo singolo Forgive Me Father in versione elettronica, un'anticipazione del futuro lavoro orchestrale, con la versione sinfonica della classica Summer Dying Fast, ed infine un documentario You Can't Polish a Turd, But You Can Roll It in Glitter che, in una quarantina di minuti, testimonia la vita on the road della band durante il suo tour promozionale.

## Tracce
1. Transmission from Hell?
2. Thank Your Lucky Scars
3. Forgive Me Father (I Have Sinned)
4. Lilith Immaculate
5. The Persecution Song
6. Forgive Me Father (I'm in a Trance)
7. The Spawn of Love and War
8. Summer Dying Fast